# Campionati mondiali di slittino 1967
I Campionati mondiali di slittino 1967, dodicesima edizione della manifestazione organizzata dalla Federazione Internazionale Slittino, conteggiando anche quella annullata l'anno precedente, si tennero il 18 e 19 febbraio 1967 ad Hammarstrand, in Svezia, sulla pista omonima e furono disputate gare in tre differenti specialità: nel singolo uomini ed in quello donne e nel doppio.
Dominatrice della manifestazione fu la squadra tedesca orientale, capace di conquistare tutti e tre i titoli e cinque medaglie sulle nove assegnate in totale; assoluto protagonista fu Thomas Köhler,
che divenne il secondo atleta della storia a vincere la medaglia d'oro ai campionati mondiali sia nella gara del singolo sia in quella del doppio, dopo il tedesco occidentale Fritz Nachmann, ed il primo in assoluto a riuscirci nella stessa rassegna iridata; a quota due medaglie in questa edizione troviamo anche Klaus-Michael Bonsack, che vinse l'oro nella specialità biposto in coppia con Köhler, mentre Ortrun Enderlein conquistò il titolo nell'individuale femminile. Per contro un altro rappresentante della Germania Est fu interprete in negativo della rassegna: Horst Hörnlein, che fu squalificato dalla gara del singolo per aver "truccato" la propria slitta.

## Risultati

### Singolo uomini
La gara fu disputata su quattro manches nell'arco di due giorni e presero parte alla competizione 63 atleti in rappresentanza di 13 differenti nazioni; campione uscente era il tedesco occidentale Hans Plenk, che concluse la prova al diciannovesimo posto, ed il titolo fu conquistato dal tedesco orientale Thomas Köhler, già medaglia d'oro nel singolo nella rassegna iridata del 1962 ed ai Giochi di Innsbruck 1964, davanti al connazionale Klaus-Michael Bonsack, che arrivò secondo anche alle Olimpiadi del 1964, ed all'austriaco Josef Feistmantl, campione olimpico nel doppio nella stessa rassegna a cinque cerchi.
A questa gara è legato il primo scandalo sportivo relativo al mondo dello slittino: Horst Hörnlein fu costretto a soffermarsi al cancelletto di partenza a causa di un incidente occorso all'atleta che aveva preso il via immediatamente prima e quando ottenne il pista libera e partì si noto che si era formata una piccola pozza d'acqua dove poggiava il suo attrezzo, il direttore di gara capì quindi che i pattini erano stati riscaldati -quest'ultima pratica proibita che rende minore l'attrito delle lame sul ghiaccio- e decise dunque di squalificarlo dalla manifestazione.
| Pos. | Atleti                | Nazione      | Tempo   | Distacco |
| ---- | --------------------- | ------------ | ------- | -------- |
|      | Thomas Köhler         | Germania Est | 3'52"75 |          |
|      | Klaus-Michael Bonsack | Germania Est | 3'53"53 | +0"78    |
|      | Josef Feistmantl      | Austria      | 3'54"26 | +1"51    |
| 4    | Wolfgang Scheidel     | Germania Est | 3'54"29 | +1"54    |
| 5    | Jerzy Wojnar          | Polonia      | 3'54"32 | +1"57    |
| 6    | Michael Köhler        | Germania Est | 3'55"49 | +2"74    |
| 7    | Manfred Schmid        | Austria      | 3'55"77 | +3"02    |
| 8    | Albert Bienert        | Germania Est | 3'56"54 | +3"79    |
| 9    | Tadeusz Radwan        | Polonia      | 3'56"64 | +3"89    |
| 10   | Reinhard Bredow       | Germania Est | 3'56"96 | +4"21    |

### Singolo donne
La gara fu disputata su quattro manches nell'arco di due giorni e presero parte alla competizione 30 atlete in rappresentanza di 10 differenti nazioni; campionessa uscente era la tedesca orientale Ortrun Enderlein, che riuscì a bissare il titolo ottenuto nell'edizione precedente proprio davanti alla connazionale Petra Tierlich, che era giunta al secondo posto anche in quella rassegna, ed all'austriaca Helene Thurner, già altre due volte sul podio mondiale e vincitrice del bronzo ai Giochi di Innsbruck 1964.
| Pos. | Atleti            | Nazione        | Tempo   | Distacco |
| ---- | ----------------- | -------------- | ------- | -------- |
|      | Ortrun Enderlein  | Germania Est   | 3'24"30 |          |
|      | Petra Tierlich    | Germania Est   | 3'25"69 | +1"39    |
|      | Helene Thurner    | Austria        | 3'26"00 | +1"70    |
| 4    | Ilse Geisler      | Germania Est   | 3'26"15 | +1"85    |
| 5    | Christina Schmuck | Germania Ovest | 3'26"17 | +1"87    |
| 6    | Angela Knösel     | Germania Est   | 3'27"69 | +3"39    |
| 7    | Erika Lechner     | Italia         | 3'28"08 | +3"78    |
| 8    | Angelika Dünhaupt | Germania Ovest | 3'28"47 | +4"17    |
| 9    | Anna Mąka         | Polonia        | 3'28"55 | +4"25    |
| 10   | Anna-Maria Müller | Germania Est   | 3'28"83 | +4"53    |

### Doppio
La gara fu disputata su due manches nell'arco di un solo giorno e presero parte alla competizione 46 atleti in rappresentanza di 10 differenti nazioni; campioni uscenti erano i tedeschi orientali Wolfgang Scheidel e Michael Köhler, che conclusero la prova al quinto posto, ed il titolo fu conquistato dai connazionali Thomas Köhler e Klaus-Michael Bonsack, che erano giunti secondi nell'edizione precedente e già rispettivamente primo e secondo classificato nel singolo in questi stessi campionati mondiali, davanti agli austriaci Manfred Schmid ed Ewald Walch, quest'ultimo già iridato nel doppio nella rassegna del 1960, ed al duo formato dai fratelli italiani Ernesto e Sigisfredo Mair, quest'ultimo vincitore della medaglia di bronzo ai Giochi di Innsbruck 1964 nella specialità biposto.
| Pos. | Atleti                              | Nazione      | Tempo   | Distacco |
| ---- | ----------------------------------- | ------------ | ------- | -------- |
|      | Klaus-Michael Bonsack Thomas Köhler | Germania Est | 1'39"45 |          |
|      | Manfred Schmid Ewald Walch          | Austria      | 1'39"54 | +0"09    |
|      | Sigisfredo Mair Ernesto Mair        | Italia       | 1'40"43 | +0"98    |
| 4    | Zbigniew Gawior Ryszard Gawior      | Polonia      | 1'40"59 | +1"14    |
| 5    | Wolfgang Scheidel Michael Köhler    | Germania Est | 1'40"85 | +1"40    |
| 6    | Josef Feistmantl Wilhelm Biechl     | Austria      | 1'41"06 | +1"61    |
| 7    | Giovanni Graber Enrico Graber       | Italia       | 1'41"16 | +1"71    |
| 8    | Klaus Halbauer Albert Bienert       | Germania Est | 1'41"16 | +1"71    |
| 9    | Romuald Żukowski Janusz Darasz      | Polonia      | 1'41"19 | +1"74    |
| 10   | Anton Venier Peter Kretauer         | Austria      | 1'42"17 | +2"72    |

## Medagliere
| Posizione | Nazione      | Oro | Argento | Bronzo | Totale |
| --------- | ------------ | --- | ------- | ------ | ------ |
| 1         | Germania Est | 3   | 2       | 0      | 5      |
| 2         | Austria      | 0   | 1       | 2      | 3      |
| 3         | Italia       | 0   | 0       | 1      | 1      |
| Totale    | Totale       | 3   | 3       | 3      | 9      |